# 濮晉
濮晉（1439年—？），字用昭，直隸常州府武進縣人，軍籍。明朝政治人物。進士出身。

## 生平
成化七年（1471年）辛卯科應天府鄉試第一名。成化八年（1472年），壬辰科會試聯捷第一百十四名，殿試登進士第二甲第七十六名。歴官廣西南寧府知府。

## 家族
曾祖濮道之。祖父濮昌言。父濮濂。